# Права ЛГБТ на Сейшельских Островах
ЛГБТ-персоны на Сейшельских Островах сталкиваются с правовыми проблемами, с которыми не сталкиваются жители, не принадлежащие к ЛГБТ. Однополые сексуальные контакты разрешены с 2016 года, а дискриминация в сфере занятости по признаку сексуальной ориентации запрещена на Сейшельских Островах, что делает это государство одним из немногих африканских государств, где существует такая защита для ЛГБТ. Тем не менее, представители ЛГБТ могут сталкиваться со стигматизацией среди населения в целом.

## Легальность однополых сексуальных контактов
До июня 2016 года статья 151 Уголовного кодекса Сейшельских Островов запрещала однополые сексуальные связи с мужчинами и предусматривала наказание до 14 лет лишения свободы. Однополые половые контакты с женщинами не подпадают под действие статьи 151 или любого другого уголовного закона Сейшельских Островов.
В октябре 2011 года правительство Сейшельских Островов согласилось декриминализировать однополые сексуальные контакты «так быстро, как того захотят правительство и гражданское общество». 29 февраля 2016 года правительство приняло решение о внесении соответствующего законопроекта. Ожидалось, что Национальная ассамблея рассмотрит его в течение нескольких месяцев. Генеральный прокурор Ронни Говинден исключил возможность проведения референдума по этому вопросу. Законопроект был одобрен 18 мая 2016 года, 14 депутатов проголосовало «за», 0 — «против». Закон был подписан президентом Джеймсом Мишелем 1 июня и вступил в силу 7 июня 2016 года.

## Признание однополых отношений
Сейшельские острова не признают однополые браки или однополые гражданские союзы.
В июне 2015 года двое мужчин, гражданин Великобритании и гражданин Сейшельских Островов, поженились в Верховной комиссии Великобритании (эквивалентно посольству), которую возглавляла Линдси Сколл, Верховный комиссар на Сейшельских Островах.

## Защита от дискриминации
«Закон о занятости» 1995 года запрещает дискриминацию в сфере занятости по признаку сексуальной ориентации. Этот запрет был добавлен в закон в 2006 году. Закон гласит следующее:
Раздел 2. 
<…> «домогательство» означает любой такой недружественный поступок, речь или жест одного лица по отношению к другому лицу, основанный на <…> сексуальной ориентации другого лица <…> который отрицательно сказывается на достоинстве другого лица или заставляет его чувствовать угрозу, унижение или смущение;
Раздел 46A. 
1. Если работодатель принимает решение о приёме на работу в отношении работника на основании его <…> сексуальной ориентации <…>, работник может подать жалобу на имя главы администрации с указанием всех соответствующих деталей.Правительство Сейшельских Островов, «Закон о занятости»

## Сводная таблица
| Однополые сексуальные контакты разрешены                                                               | Да (с 2016) |
| Равный возраст согласия (15 лет)                                                                       | Да (с 2016) |
| Антидискриминационные законы в сфере занятости                                                         | Да (с 2006) |
| Антидискриминационные законы при предоставлении товаров и услуг                                        | Нет         |
| Антидискриминационные законы во всех других областях (включая косвенную дискриминацию, язык ненависти) | Да (с 2006) |
| Однополые браки                                                                                        | Нет         |
| Признание однополых пар                                                                                | Нет         |
| Усыновление приёмных детей однополыми парами                                                           | Нет         |
| Совместное усыновление однополыми парами                                                               | Нет         |
| ЛГБТ-людям разрешено открыто служить в армии                                                           | Неизвестно  |
| Право на изменение юридического пола                                                                   | Неизвестно  |
| Доступ к ЭКО для лесбиянок                                                                             | Неизвестно  |
| Коммерческое суррогатное материнство для пар геев-мужчин                                               | Неизвестно  |
| МСМ разрешено сдавать кровь                                                                            | Нет         |